# Spisak esencijalnih lekova Svetske zdravstvene organizacije
Spisak esencijalnih lekova Svetske zdravstvene organizacije je spisak esencijalnih lekova koji je formirala Svetska zdravstvena organizacija. Ovaj spisak je baziran na 17. izdanju iz marta 2011.
Spisak je privi put objavljen 1977 i obnavlja se svake dve godine. Šesnaesto izdanje za odrasle osobe i drugo izdanje za decu su objavljeni marta 2009. Sedamnaesto izdanje za odrasle i treće izdanje za decu su objavljeni marta 2011.

## Anestetici

### Generalni anestetici i kiseonik

#### Inhalacioni lekovi
- Halotan
- Izofluran
- Azotsuboksid
- Kiseonik

#### Injektivni lekovi
- Ketamin
- Propofol[note 1]

### Lokalni anestetici
- Bupivakain
- Lidokain
- Lidokain + epinefrin
- Efedrin †

### Preoperativni lekovi i sedacija za kratkotrajne procedure
- Atropin
- Midazolam
- Morfin

## Analgetici,antipiretici,nesteroidni antiinflamatorni lekovi(NSAIM), lekovi koji se koriste za tretmangihtai bolest modifikujući agensi za reumatoidne poremećaje (DMARD)

### Neopioidni i nesteroidni antiinflamatorni lekovi (NSAID)
- Acetilsalicilna kiselina
- Ibuprofen
- Paracetamol

### Opioidni analgetici
- Kodein
- Morfin

### Lekovi za tretman gihta
- Alopurinol

### Bolest modifikujući agensi koji se koriste za tretman reumatoidnih poremećaja (DMARD)
- Hlorokvin
- Azatioprin †
- Hidroksihlorokvin †
- Metotreksat †
- Penicilamin †
- Sulfasalazin †

## Antialergici i lekovi koji se koriste za anafilaksu
- Hlorfenamin
- Deksametazon
- Epinefrin (adrenalin)
- Hidrokortizon
- Prednisolon

## Antidoti i druge supstance koje se koriste kod trovanja

### Nespecifični
- Aktivirani ugalj

### Specifični
- Acetilcistein
- Atropin
- Kalcijum glukonat
- Metiltioninijum hlorid (metilensko plavo)
- Nalokson
- Penicilamin
- Kalijum feri heksacijano‐ferat(II) ‐  (Prusko plavo)
- Natrijum nitrit
- Natrijum tiosulfat
- Deferoksamin †
- Dimerkaprol †
- Natrijum kalcijum edetat †
- Sukcimer †

## Antikonvulsivi/antiepileptici
- Karbamazepin
- Diazepam
- Lorazepam
- Magnezijum sulfat
- Fenobarbital
- Fenitoin
- Valproinska kiselina (natrijum valproat)
- Etosuksimid †

## Antiinfektivni lekovi

### Antelmintici

#### Intestinalni antelmintici
- Albendazol
- Levamizol
- Mebendazol
- Niklosamid
- Prazikvantel
- Pirantel

#### Antifilarijali
- Albendazol
- Dietilkarbamazin
- Ivermektin

#### Antishistozomali i drugi antitrematodni lekovi
- Prazikvantel
- Triklabendazol
- Oksamnikvin †

### Antibiotici

#### Beta laktamski lekovi
- Amoksicilin
- Amoksicilin/klavulanska kiselina (amoksicilin + klavulanska kiselina)
- Ampicilin
- Benzatin benzilpenicilin
- Benzilpenicilin
- Cefaleksin
- Cefazolin
- Cefiksim
- Ceftriakson
- Kloksacilin
- Fenoksimetilpenicilin
- Prokain benzilpenicilin
- Cefotaksim †
- Ceftazidim †
- Imipenem/cilastatin (Imipenem + cilastatin) †

#### Drugi antibiotici
- Azitromicin
- Hloramfenikol
- Ciprofloksacin
- Klaritromicin
- Doksiciklin
- Eritromicin
- Gentamicin
- Metronidazol
- Nitrofurantoin
- Spektinomicin
- Trimetoprim/sulfametoksazol (sulfametoksazol + trimetoprim)
- Trimetoprim
- Klindamicin †
- Vankomicin †

#### Antileprozni lekovi
- Klofazimin
- Dapson
- Rifampicin

#### Antituberkulozni lekovi
- Etambutol
- Etambutol + izoniazid
- Etambutol + izoniazid + pirazinamid + rifampicin
- Etambutol + izoniazid + rifampicin
- Isoniazid
- Isoniazid + pirazinamid + rifampicin
- Isoniazid + rifampicin
- Pirazinamid
- Rifabutin
- Rifampicin
- Streptomicin
- Amikacin †
- Kapreomicin †
- Cikloserin †
- Etionamid †
- Kanamicin †
- Ofloksacin †[note 2]
- p-aminosalicilna kiselina †

### Antifungalni lekovi
- Klotrimazol
- Flukonazol
- Griseofulvin
- Nistatin
- Amfotericin B †
- Flucitozin †
- Kalijum jodid †

### Antivirusni lekovi

#### Antiherpesni lekovi
- Aciklovir

#### Antiretrovirusni lekovi

##### Nukleozidni/nukleotidni inhibitorireverzne transkriptaze
- Abakavir (ABC)
- Didanozin (ddI)
- Emtricitabin (FTC)
- Lamivudin (3TC)
- Stavudin (d4T)
- Tenofovir dizoproksil fumarat (TDF)
- Zidovudin (ZDV ili AZT)

##### Nenukleozidni inhibitori reverzne transkriptaze
- Efavirenz (EGV ili EFZ)
- Nevirapin (NVP)

##### Proteazni inhibitori
- Atazanavir
- Indinavir (IDV)
- Lopinavir + ritonavir (LPV/r)
- Ritonavir
- Sakvinavir (SQV)

###### Kombinacije sa fiksnim dozama
- Efavirenz + emtricitabin + tenofovir
- Emtricitabin + tenofovir
- Lamivudin + nevirapin + stavudin
- Lamivudin + nevirapin + zidovudin
- Lamivudin + zidovudin

##### Drugi antiviralni lekovi
- Oseltamivir
- Ribavirin

### Antiprotozoalni lekovi

#### Antiamebni i antigijardijazni lekovi
- Diloksanid
- Metronidazol

#### Antileishmaniasis lekovi
- Amfotericin B
- Miltefosin
- Paromomicin
- Natrijum stiboglukonat ili meglumin antimonijat

#### Antimalarial lekovi

##### Za lečenje
- Amodiakvin
- Artemeter
- Artemeter + lumefantrin
- Artesunat
- Hlorokvin
- Doksiciklin
- Meflokvin
- Primakvin
- Kinin
- Sulfadoksin + pirimetamin

##### Za profilaksu
- Hlorokvin
- Doksciklin
- Meflokvin
- Proguanil

#### Antipneumocistozni i antitoksoplazmozni lekovi
- Pirimetamin
- Sulfadiazin
- Sulfametoksazol + trimetoprim
- Pentamidin †

#### Antitripanozomalno lekovi

##### Afrička tripanozomijaza

###### Lekovi za tretman prvog stepena afričke tripanozomije
- Pentamidin
- Suramin natrijum

###### Lekovi za tretman drugog stepena afričke tripanozomije
- Eflornitin
- Melarsoprol
- Nifurtimoks

#### Američka tripanozomijaza
- Benznidazol
- Nifurtimoks

## Antimigrenski lekovi

### Lekovi za akutne napade
- Acetilsalicilna kiselina
- Ibuprofen
- Paracetamol

### Lekovi za profilaksu
- Propranolol

## Antineoplastici,imunosupresivii lekovi koji se koriste za palijativnu negu

### Imunosupresivni lekovi
- Azatioprin †
- Ciklosporin †

### Citotoksični i adjuvantni lekovi
- Alopurinol †
- Asparaginaza †
- Bleomicin †
- Kalcijum folinat †
- Karboplatin †
- Hlorambucil †
- Ciklofosfamid †
- Citarabin †
- Dakarbazin †
- Daktinomicin †
- Daunorubicin †
- Docetaksel †
- Doksorubicin †
- Etopozid †
- Fluorouracil †
- Hidroksikarbamid †
- Ifosfamid †
- Merkaptopurin †
- Mesna †
- Metotreksat †
- Paklitaksel †
- Prokarbazin †
- Tioguanin †
- Vinblastin †
- Vinkristin †

### Hormoni i antihormoni
- Deksametazon †
- Hidrokortizon †
- Metilprednisolon †
- Prednisolon †
- Tamoksifen †

### Lekovi sa primenom u palijativnoj nezi
- Amitriptilin
- Ciklizin
- Deksametazon
- Diazepam
- Dokusat natrijum
- Fluoksetin
- Hioscin hidrobromid
- Ibuprofen
- Laltulos
- Midazolam
- Morfin
- Ondansetron
- Sena

## Antiparkinsonski lekovi
- Biperiden
- Levodopa + karbidopa

## Lekovi koji utiču na krv

### Antianemijskei lekovi
- Fero so
- Fero so + folna kiselina
- Folna kiselina
- Hidroksokobalamin

### Lekovi koji utiču na koagulaciju
- Heparin natrijum
- Fitomenadion
- Protamin sulfat
- Varfarin

### Drugi lekovi za hemoglobinopatije
- Deferoksamin †
- Hidroksikarbamid †

## Krvni proizvodi i zamene plazme

### Zamene plazme
- Dekstran 70

### Frakcije plazme za specifične primene
- Faktor VIII koncentrat †
- Faktor IX kompleks (koagulacioni faktori II, VII, IX, X) koncentrat †
- Ljudski normalni imunoglobulin †

## Kardiovaskularni lekovi

### Antianginalni lekovi
- Bisoprolol[note 3]
- Gliceril trinitrat
- Izosorbid dinitrat
- Verapamil

### Antiaritmični lekovi
- Bisoprolol[note 3]
- Digoksin
- Epinefrin (adrenalin)
- Lidokain
- Verapamil
- Amiodaron †

### Antihipertenzivni lekovi
- Amlodipin
- Bisoprolol[note 3]
- Enalapril
- Hidralazin
- Hidrohlorotiazid
- Metildopa
- Natrijum nitroprusid †

### Lekovi koji se koriste za srčane insuficijencije
- Bisoprolol[note 3]
- Digoksin
- Enalapril
- Furosemid
- Hidrohlorotiazid
- Dopamin †

### Antitrombotski lekovi
- Acetilsalicilna kiselina
- Streptokinaza †

### Agensi koji snižavaju novo lipida
- Simvastatin

## Dermatološki lekovi (topikalni)

### Antifungalni lekovi
- Mikonazol
- Selen sulfid
- Natrijum tiosulfat
- Terbinafin

### Antiinfektivni lekovi
- Mupirocin
- Kalijum permanganat
- Srebro sulfadiazin

### Antiinflamatorni i antipruritski lekovi
- Betametazon
- Kalamin
- Hidrokortison

### Lekovi koji utiču na diferencijaciju i proliferaciju kože
- Benzoil peroksid
- Katran
- Ditranol
- Fluorouracil
- Smola podofiluma
- Salicilna kiselina
- Ureja

### Skabicidi i pedikulicidi
- Benzil benzoat
- Permetrin

## Dijagnostički agensi

### Oftalmički lekovi
- Fluorescein
- Tropikamid

### Radiokontrastni mediji
- Amidotrizoat
- Barijum sulfat
- Joheksol
- Jotroksat meglumin †

## Dizinfektanti i antiseptici

### Antiseptici
- Hlorheksidin
- Etanol
- Polividon jod

### Dizinfektanti
- Hlor osnovno jedinjenje
- Hloroksilenol
- Glutaral

## Diuretici
- Amilorid
- Furosemid
- Hidrohlorotiazid
- Manitol
- Spironolakton

## Gastrointestinalni lekovi
- Pankreatički enzimi †

### Lekovi protiv čireva
- Omeprazol
- Ranitidin

### Antiemetički lekovi
- Deksametazon
- Metoklopramid
- Ondansetron

### Antiinflamatorni lekovi
- Sulfasalazin
- Hidrokortison †

### Laksativi
- Sena

### Lekovi koji se koriste za dijareju

#### Oralna rehidracija
- Oralne rehidracione soli

#### Lekovi za dijareju kod dece
- Cink sulfat

## Hormoni, drugi endokrini lekovi i kontraceptivi

### Adrenalni hormoni i sintetičke supstance
- Fludrokortison
- Hidrokortison

### Androgeni
- Testosteron †

### Kontraceptivi

#### Oralni hormonski kontraceptivi
- Etinilestradiol + levonorgestrel
- Etinilestradiol + noretisteron
- Levonorgestrel

#### Injektivni hormonski kontraceptivi
- Estradiol cipionat + Medroksiprogesteron acetat
- Medroksiprogesteron acetat
- Noretisteron enantat

#### Intrauterinski uređaji
- Intrauterinski uređaji koji sadrže bakar

#### Metodi barijere
- Kondomi
- Dijafragme

#### Implantivni kontracepti
- Implant koji otpušta levonorgestrel

### Insulini i drugi lekovi za diabetes
- Glibenklamid
- Glukagon
- Insulin injekcioni (rastvorni)
- Intermedijerno delujući insulin
- Metformin

### Ovulacioni induceri
- Klomifen †

### Progestogeni
- Medroksiprogesteron acetat

### Tiroidni hormoni i antitiroidni lekovi
- Levotiroksin
- Kalijum jodid
- Propiltiouracil
- Lugolni rastvor †

## Imunološki agensi

### Dijagnostički agensi
- Tuberkulin, prečišćeni proteinski derivati

### Sera i imunoglobulin
- Anti‐D imunoglobulin (čovek)
- Antitetanus imunoglobulin (human)
- Antivenom imunoglobulin
- Difterija antitoksin
- Besnilo imunoglobulin

### Vakcine
- BCG vakcina
- Kolera vakcina
- Difterija vakcina
- Hemofilus influenza tip b vakcina
- Hepatitis A vakcina
- Hepatitis B vakcina
- Influenza vakcina
- Japanese encefalitis vakcina
- Male boginje vakcina
- Meningokokalni meningitis vakcina
- Zauške vakcina
- Pertusis vakcina
- Pneumokokalna vakcina
- Poliomijelitis vakcina
- Besnilo vakcina
- Rotavirus vakcina
- Rubela vakcina
- Tetanus vakcina
- Tifoidna vakcina
- Varičela vakcina
- Žuta groznica vakcina

## Relaksanti mišića (periferno delujući) i inhibitori holinesteraze
- Atrakurium
- Neostigmin
- Suksametonijum
- Vekuronijum
- Piridostigmin †

## Oftalmološki preparati

### Antiinfektivni agensi
- Aciklovir
- Gentamicin
- Tetraciklin

### Antiinflamatorni agensi
- Prednisolon

### Lokalni anestetici
- Tetrakain

### Miotici i antiglaukomni lekovi
- Acetazolamid
- Pilokarpin
- Timolol

### Midrijatici
- Atropin
- Epinefrin (adrenalin) †

## Oksitocici i antioksitocici

### Oksitocici
- Ergometrin
- Mizoprostol
- Oksitocin
- Mifepriston-mizoprostol †

### Antioksitocici (tokolitici)
- Nifedipin

## Rastvori za peritonealnu dijalizu
- Rastvor za intraperitonealnu dijalizu (podesne kompozicije) †

## Lekovi za mentalne i bihevioralne poremećaje

### Lekovi za psihotičke poremećaje
- Hlorpromazin
- Flufenazin
- Haloperidol

### Lekovi koji se koriste za poremećaje raspoloženja

#### Lekovi koji se koriste za depresivne poremećaje
- Amitriptilin
- Fluoksetin

#### Lekovi koji se koriste za bipolarne poremećaje
- Karbamazepin
- Litijum karbonat
- Valproinska kiselina (natrijum valproat)

### Lekovi za anksiozne poremećaje
- Diazepam

### Lekovi koji se koriste za opsesivno kompulsivne poremećaje
- Klomipramin

### Lekovi za poremećaje uzrokovane upotrebom psihoaktivnih supstanci
- Terapija nikotinske zamene (NRT)
- Metadon †

## Lekovi koji deluju na respiratorni trakt

### Antiastmatici i lekovi za hroničnu opstruktivnu plućnu bolest
- Beklometason
- Budezonid
- Epinefrin (adrenalin)
- Ipratropijum bromid
- Salbutamol

## Rastvori koji koriguju vodene, elektrolitne i kiselo-bazne poremećaje

### Oralno
- Oralno rehidracione soli
- Kalijum hlorid

### Parenteralno
- Glukoza
- Glukoza sa natrijum hloridom
- Kalijum hlorid
- Natrijum hlorid
- Natrijum hidrogenkarbonat
- Natrijum laktat, rastvor

### Razno
- Voda za injekcije

## Vitamini i minerali
- Askorbinska kiselina
- Holekalciferol[note 4]
- Ergokalciferol
- Jod
- Nikotinamid
- Piridoksin
- Retinol
- Riboflavin
- Natrijum fluorid
- Tiamin
- Kalcijum glukonat †

## Uvo, nos i grlo stanja kod dece
- Sirćetna kiselina
- Budezonid
- Ciprofloksacin
- Ksilometazolin

## Specifični lekovi za neonatalnu negu
- Kafein citrat
- Ibuprofen †
- Prostaglandin E †
- Surfaktant †

## Napomene
^  † indicira da je lek komplementarna stavka, za koju je specijalizovana dijagnostika ili nadzor i/ili specijalizovana obuka neophodna. Stavka takođe može da bude označena kao komplementarna na osnovu više cene i/ili manje atraktivnog odnosa troška i koristi.
1. ↑  Tiopenal se može koristiti kao alternativa u zavisnosti od lokalne dostupnosti i cene.
2. ↑  Levofloksacin može da bude alternativa zavisno od dostupnosti i medicinskih okolnosti.
3. 1 2 3 4  Obuhvata metoprolol i karvedilol kao alternative.
4. ↑  Ergokalciferol se može koristiti kao alternativa.